# Gorzykowo
Gorzykowo (prononciation : [ɡɔʐɨˈkɔvɔ]) est un village polonais de la gmina de Witkowo dans le powiat de Gniezno de la voïvodie de Grande-Pologne dans le centre-ouest de la Pologne.
Il se situe à environ 6 kilomètres au sud-ouest de Witkowo (siège de la gmina), à 17 kilomètres au sud-est de Gniezno (siège du powiat) et à 55 kilomètres à l'est de Poznań (capitale régionale).

## Démographie
Selon une étude de 2021, Gorzykowo aurait une population de 260 habitants.

## Histoire
De 1975 à 1998, le village faisait partie du territoire de la voïvodie de Konin.

Depuis 1999, Gorzykowo est situé dans la voïvodie de Grande-Pologne.